# Dautphetal
Dautphetal är en kommun i Landkreis Marburg-Biedenkopf i Regierungsbezirk Gießen i förbundslandet Hessen i Tyskland. 
Kommunen bildades 1 juli 1974 genom en sammanslagning av de tidigare kommunerna Allendorf am Hohenfels, Damshausen, Dautphe, Elmshausen, Friedensdorf, Herzhausen, Holzhausen am Hünstein, Hommertshausen, Mornshausen a. D., Silberg och Wolfgruben.